# Rivière Blanche (Dominica)
Die Rivière Blanche (auch: La Rivière Blanche, Rio Blanche; engl.:White River; im Unterlauf: Pointe Mulatre River) ist einer der Hauptflüsse von Dominica. Er verläuft zur Ostküste hin im Parish Saint Patrick.

## Geographie
Die Rivière Blanche entspringt im Gipfelbereich im Nordosten des Morne Watt, speziell im Valley of Desolation (⊙) und mit einem zweiten Quellbach als Abfluss des Boiling Lake. Auf der Rückseite der Berge entspringen die Quellbäche von River Ouayaneri und Trois Pitons River. Der Fluss verläuft zunächst nach Südosten, auf die Grande Soufrière Hills zu, durch die er weiter nach Süden abgedrängt wird und von links und Osten weitere Quellbäche erhält. Auch aus der Ostflanke des Morne Watt kommt noch ein weiterer Quellbach, Cold Water (r, W). Der Fluss verlässt bald darauf das Gebiet des Nationalparks. Von rechts und Westen fließen ihm weitere Bäche aus den südlichen Ausläufern des Morne Watt zu, unter anderen namenlosen Flüssen der Cold Water Stream, welcher in die Rivière Blanche mündet, wo diese schon fast in die Tiefebene eintritt. Der Fluss wendet sich daraufhin nach Osten und bildet wenig westlich von Delicés die Victoria Falls, nachdem auch aus der Südflanke der Grande Soufriére Hills ein weiterer Zufluss von Norden und links mündet. Dort wendet sich der Fluss auch wieder, stärker nach Osten und verläuft in wilden Mäanderschlingen weiter nach Südosten. Bei Laroche mündet die Rivière Jack, die ihre Wasser ebenfalls aus den Südausläufern des Morne Watt, sowie aus der Ostflanke von Foundland bezieht. Dann ändert die Rivière auch nochmals ihren Namen und läuft unter dem Namen Pointe Mulatre River (Pte. Mulatre River) weiter. Der Fluss verläuft in diesem Unterlauf weitgehend parallel zum nördlich benachbarten River Subaya. Die Hauptstraße (Petite Savene Delicés Road) verläuft zwischen den beiden Flüssen. Bei Pointe Mulatre Estate erhält er von rechts und Süden noch Zufluss durch den River Claire. Dann mündet er bei Savane Mahaut (Ford) nur wenige Meter südlich des River Subaya und südlich der Pointe Mulatre in der Pointe Mulatre Bay in den Atlantik.
In dieselbe Bucht münden weiter südlich noch Ravine Fond Cirique und Petite Savane River neben weiteren namenlosen Flüssen.